# 232e régiment d'infanterie (France)
Le 232e régiment d'infanterie (232e RI) est un régiment d'infanterie de l'Armée de terre française constitué en 1914 avec les bataillons de réserve du 32e régiment d'infanterie. Dissout à la fin de la Première Guerre mondiale, il est réactivé pendant la Bataille de France en 1940.

## Création et différentes dénominations
- août 1914 : création du 232e régiment d'infanterie
  - À la mobilisation, chaque régiment d'active créé un régiment de réserve dont le numéro est le sien plus 200.
- février 1919 : dissolution
- mai 1940 : recréé
- juin 1940 : dissolution

## Chefs de corps
- août 1914 : lieutenant-colonel Charles Alexandre Henri Watin[1],[2],[3],[4] (†)
- 21 octobre 1914 : intérim de commandement assuré par le capitaine Regelsperger[1],[5]
- 16 novembre 1914 - 11 juillet 1916 : colonel Paul Alexandre Coquelin de Lisle[1],[5],[6],[7] (†)
- 18 juin 1915 : commandant Moneglia[1],[6]
- 10 juin 1916: lieutenant-colonel Malezieux[1],[8]
- 20 janvier 1918 : Intérim de commandement assuré par le chef de bataillon Gillard[1]
- 1er février 1918 : lieutenant-colonel Baudoin[1]
- 12 avril 1918 - 25 février 1919 : commandant Lugand[1]
- mai 1940 : chef de bataillon De Coucy.

## Historique des garnisons, combats et batailles du232eRI

### Première Guerre mondiale
Affectations : casernement à Châtellerault ; 117ebrigade d'infanterie ; 59e Division d'Infanterie août 1914 à novembre 1918 ; 9e région ; 2e groupe de réserve.
Mobilisation à Arracourt (54) ou le régiment a séjourné à plusieurs reprises durant la guerre.

#### 1914
- Vers Charleroi ; Bataille de la Marne ; Lorraine...

#### 1915
- Secteur est de Pont-à-Mousson... secteur du Port-sur-Seille ; Nomény ; Clémery ; durant tout 1915 et jusque début 1916.

#### 1916
- Travaux de défense de la place de Verdun... Anthienville...

#### 1917
- Verdun ; Les chambrettes... cote 378... Manonviller.

#### 1918 - 1919
- Domjevin... Serres... La Somme... Aisne... plateau de la ferme Moisy (une compagnie américaine est jointe au régiment pour l'attaque du plateau de la ferme de Moisy)... Bray-en-Thièrache.
- Le régiment est dissous le 20 février 1919[9].

### Seconde Guerre mondiale
Fin mai 1940 le 232e RI (secteur d’Amboise à Angers) est formé à partir du dépôt Angers son rôle la défense de la Loire sous les ordres du chef de bataillon De Coucy, avec un renfort de l’intérieur. Les Ponts-de-Cé sont gardés par un bataillon formé avec les troupes de génie de la région militaire.

## Drapeau
Il porte, cousues en lettres d'or dans ses plis, les inscriptions suivantes :
- Lorraine 1914
- L'Aillette 1918
- Thiérarche 1918

## Décorations décernées au régiment
Le régiment est décoré de la Croix de guerre 1914-1918, avec deux citations à l'ordre de l'armée (deux palmes).
 Il a le droit au port de la Fourragère du ruban aux couleurs de la Croix de Guerre 1914-1918.

## Sources et bibliographie
- À partir du Recueil d'Historiques de l'Infanterie Française (Général Andolenko - Eurimprim 1969).
- Histoire du 232e régiment d'infanterie pendant la grande guerre 1914-1919, Chatellerault, Blay et Martin, 1922, 34 p., lire en ligne sur Gallica.